# 匈牙利之家

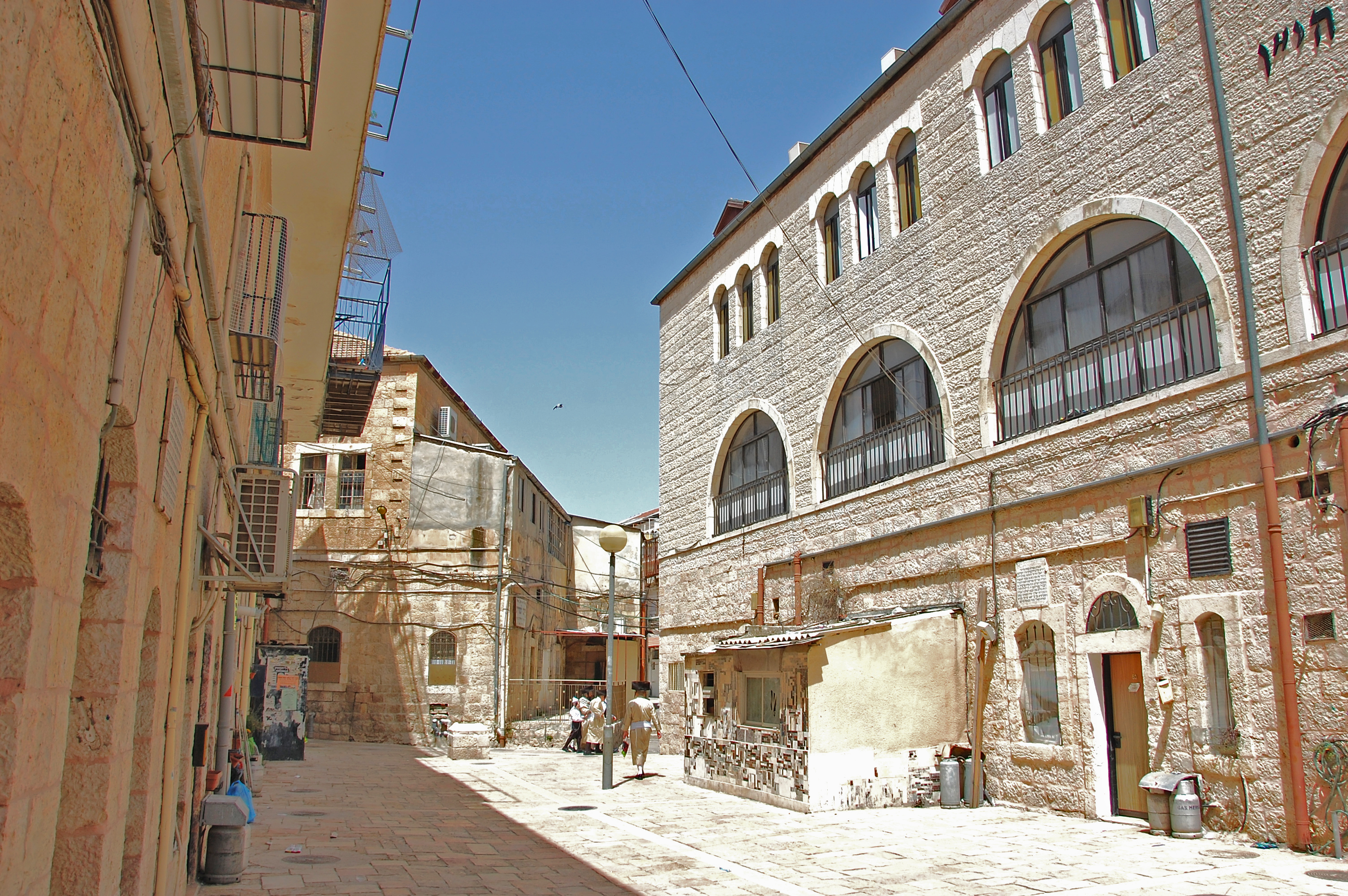
匈牙利之家

匈牙利之家 （希伯來語：‎，Batei Ungarin）是耶路撒冷的一个哈雷迪猶太教社区。它是由一个帮助犹太人生活在以色列家园的匈牙利犹太人慈善组织Kolel Ungarin所建。

## 历史
匈牙利之家建立于1891年。到第一次世界大战，这里有100个家庭，一间犹太教堂。社区最初的居民来自匈牙利，许多今天住在这里的居民的祖先都可以追溯到匈牙利。 哈西迪猶太教团体Toldos Aharon的总部设在匈牙利之家的边缘。